# 최만희
최만희 (崔萬喜, 1956년 8월 21일, 광주광역시 ~ )는 대한민국의 축구 지도자 및 행정가로, 현재는 부산 아이파크 구단의 대표이사다.
광주동성중학교와 전남기계공업고등학교, 중앙대학교를 졸업하였으며 국가대표팀에 한 번도 발탁되지 못하고 대학 졸업과 동시에 선수 생활을 끝냈다. 1980년 남강고등학교에서 처음으로 지도자 생활을 시작하여 그 후 대한민국 청소년 축구 국가대표팀을 비롯해 현대 호랑이, 전북 현대 모터스, 부산 아이콘스, 수원 삼성 블루윙즈 등 여러 프로 클럽에서 지도자 경력을 쌓았다. 특히 1998년 중앙대학교에서 박사학위를 받아 국내 축구사상 두 번째로 박사 축구 감독으로 화제가 되기도 하였다.

## 지도자 생활
2010년 10월 광주 FC의 초대 감독으로 선임되었다. 2012년 광주 FC의 K리그 순위가 15위가 되자 2부리그로 강등되어 계약기간이 1년 남아 있음에도 강등 책임을 지고 광주 FC의 감독직에서 사퇴하였다.

## 기타 사항
2013년 3월에는 파주 NFC 센터장으로 선임되었고, 이후 대한축구협회 대외협력기획단 단장으로 선임되어 행정가로 일했다.
2016년 12월 7일에는 부산 아이파크의 대표이사로 취임했다.
하지만, 부산이 2017년에 이어 2018년에 또다시 승격에 실패하자, 승격 실패의 책임을 통감하고, 대표 이사직에서 물러났다.

## 학력
- 서석초등학교
- 동성중학교
- 전남기계공업고등학교

## 기타 경력
- 2004년 부산 아이콘스 부단장
- 2013년 파주 NFC 센터장
- 2016년 부산 아이파크 대표이사

## 수상

### 지도자

#### 대한민국 U-20 (코치)
- 아시아 선수권 대회 우승 : 1990

#### 전북 현대 모터스
- 대한민국 FA컵 우승 : 2000